# Jón Arason
Pour les articles homonymes, voir Arason.
Jón Arason (1484 - 7 novembre 1550) est un évêque catholique et un poète islandais.

## Biographie
Jón Arason devient prêtre vers 1504 et ayant attiré l'attention de Gottskálk Nikulásson, l'évêque de Hólar, il est envoyé par ce prélat en Norvège pour deux missions.
En 1522, il succède à Gottskálk sur le siège de Hólar, mais il en est bientôt chassé par l'autre évêque islandais, Ögmundur de Skálholt. Cet évêque devait plus tard s'opposer lui aussi au luthéranisme, mais étant alors vieux et aveugle son opposition fut peu efficace.
Jón Arason s'est fait connaître par ses grands talents si ce n'est par sa foi, assez suspecte. Il a un grand nombre d'enfants qui luttèrent à ses côtés, d'abord au sens figuré et plus tard au sens propre. Pourtant on est à une époque où les évêques catholiques étaient tenus au célibat, mais l'Islande était assez loin de Rome pour suivre ses propres particularités.
Après un bref exil en Norvège il entre en litige avec son souverain Christian III, roi du Danemark, parce qu'il refuse de laisser le luthéranisme progresser davantage dans l'île. Bien que, dans l'affaire, sa position est au départ plus défensive qu'offensive, il change radicalement d'attitude en 1548. Lui et Ögmundur joignent leurs forces pour combattre les luthériens. Vieux et aveugle Ögmundur ne peut continuer longtemps la lutte et est rapidement forcé de s'exiler au Danemark. Quant à Jón, sa résistance obstinée est dictée par une sorte de nationalisme primitif et par la simple ambition autant que par la religion. Il en veut aux Danois de bouleverser le paysage religieux de l'Islande et pense que le pays serait moins violenté dans sa culture s'il demeure catholique. C'est pourquoi le pape Paul III lui écrit une lettre d'encouragement pour qu'il continue ses efforts contre les luthériens. Pour le pape il s'agit sans doute d'un moyen de s'opposer à la propagation du protestantisme beaucoup plus que d'un soutien au particularisme islandais. Quoi qu'il en soit, cet encouragement contribue à renforcer l'opposition contre les luthériens dans une sorte de guerre civile.
Son zèle pour sa cause ne connaît aucune limite car il estime combattre contre les Danois dans une lutte pour le catholicisme, pour l'Islande et pour lui-même. Dans cette lutte, il peut compter sur ses enfants illégitimes qui combattent à ses côtés dans plusieurs batailles. Pourtant, sa tentative de capturer son plus grand adversaire, Daði Gudmundsson, le conduit à être fait prisonnier et présenté devant le bailli du roi.
La légende veut qu'ayant appris la nouvelle une de ses filles parmi les plus hardies rassembla ses forces pour le sauver, mais ses efforts s'avérèrent infructueux. En 1550, Jón Arason et deux de ses fils prisonniers sont décapités. Le bailli du roi, Christian Skriver, devait plus tard être tué par des pêcheurs qui avaient embrassé la cause de Jón.

## Bilan et postérité
Jón Arason fut le dernier évêque catholique en Islande. Il est célébré comme un poète et comme une sorte de héros populaire pour avoir lutté contre l'impérialisme danois. Il est aussi l'homme qui a introduit l'imprimerie dans l'île. Gunnar Gunnarsson a écrit un roman sur sa vie.
Certains critiques, en Islande et ailleurs, soulignent qu'il aurait pu viser à conserver son propre pouvoir. Dans les années 1540, alors qu'il était virtuellement le maître de l'Islande, il profitait de la situation pour favoriser la nombreuse progéniture que lui avait donnée sa concubine, Helga Sigurðardóttir : ceux qui n'étaient pas entrés dans les ordres étaient mariés dans des familles aisées et influentes, ceux qui étaient prêtres recevaient de riches paroisses.

### À l'origine d'une expression populaire
Devenu un être de légende, il est aussi responsable d'une des expressions les plus solidement ancrées dans la langue islandaise. Alors qu'il est sur le point d'être décapité, un prêtre appelé Sveinn se tient à ses côtés pour lui offrir le réconfort spirituel. Comme il vient de dire à Jón « Líf er eftir þetta, herra! » (« Il y a une vie après celle-ci, Monseigneur ! »), celui-ci se tourne vers lui et lui répond « Veit ég það, Sveinki! » (« Cela, je le sais, mon petit Sveinn ! »). Depuis, « veit ég það, Sveinki » est resté dans le trésor des expressions islandaises ; on l'emploie dans les cas où l'on vient d'entendre quelque chose d'absolument évident.

### Sources
- (en) Cet article est partiellement ou en totalité issu de l’article de Wikipédia en anglais intitulé « Jón Arason » (voir la liste des auteurs).
- (en) Cet article reprend le texte de l'article « Jon Arason » de l'Encyclopædia Britannica, onzième édition, publication aujourd'hui dans le domaine public.
- (en) Cet article reprend le texte de la Catholic Encyclopedia de 1913 article « Arason Jón » par E.A. Wang, publication aujourd'hui dans le domaine public.